# カトリック新潟教区
カトリック新潟司教区（カトリックにいがたしきょうく、羅: Dioecesis Niigataënsis、英: Roman Catholic Diocese of Niigata）は、新潟県、山形県、秋田県を管轄区域とするキリスト教 カトリック教会の司教区。司教座聖堂（カテドラル）はカトリック新潟教会。

## 司教座聖堂
- 司教座 – カトリック新潟教会

## 沿革
- 1846年（弘化3年） - 日本使徒座代理区が設立され、横浜に代理区長館が設置される。
- 1866年（慶応2年） - 代理区長館が長崎に移転。
- 1876年（明治9年） - 5月22日、日本使徒座代理区を日本北緯使徒座代理区、日本南緯使徒座代理区（現在の長崎教区）の2区に分割。日本北緯使徒座代理区は横浜に代理区長館を置き、北海道、東北、関東および中部の各地方を管轄区域とした。
- 1877年（明治10年） - 7月、代理区長館が東京に移転。
- 1891年（明治24年） - 4月17日、北海道と東北地方を分離して函館使徒座代理区（現在の仙台教区）となる。同年6月15日、北緯代理区が東京大司教区に、また函館代理区が函館教区に昇格。
- 1912年 （大正元年） - 8月13日、函館教区から新潟、山形、秋田の3県を、また東京教区から富山、石川、福井 の3県を分離し、新潟使徒座知牧区を新設。
- 1922年 （大正11年） - 2月18日、富山、石川、福井の3県を、新設の名古屋使徒座知牧区（現在の名古屋教区）に委譲。これ以降現在にいたるまで、新潟教区の管轄地域は新潟、山形、秋田の3県となった。
- 1962年 （昭和37年） - 4月16日、新潟知牧区は新潟教区に昇格。

## 歴代知牧・司教（教区長）

### 知牧
- 初代 - ヨゼフ・ライネルス（神言会） 1912年 - 1926年
- 2代 - アントン・チェスカ（神言会）1926年 - 1941年
- 3代 - ペトロ松岡孫四郎 1941年 - 1953年
- 4代 - 洗礼者ヨハネ野田時助 1953年 - 1961年[1]

### 司教（教区長）
- 初代 - 使徒ヨハネ伊藤庄治郎 1962年 - 1985年
- 2代 - フランシスコ佐藤敬一（フランシスコ会） 1985年 - 2004年[1]
- 3代 - タルチシオ菊地功（神言会）　2004年 - 2017年
- （教区管理者 - タルチシオ菊地功　2017年 - 2020年）
- 4代 - パウロ成井大介（神言会） 2020年 - 現在[2][3][4]

## 所在地・交通アクセス
〒951-8106 新潟県新潟市中央区 東大畑通一番町656（北緯37度55分30.0秒 東経139度02分19.5秒 / 北緯37.925000度 東経139.038750度）
- JR「新潟駅」万代ロよりバス(浜浦町先回り線)西大畑バス停下車徒歩2分